# Giuseppe Apolloni
Giuseppe Apolloni (Vicenza, 8 aprile 1822 – Vicenza, 31 dicembre 1889) è stato un compositore italiano.

## Biografia

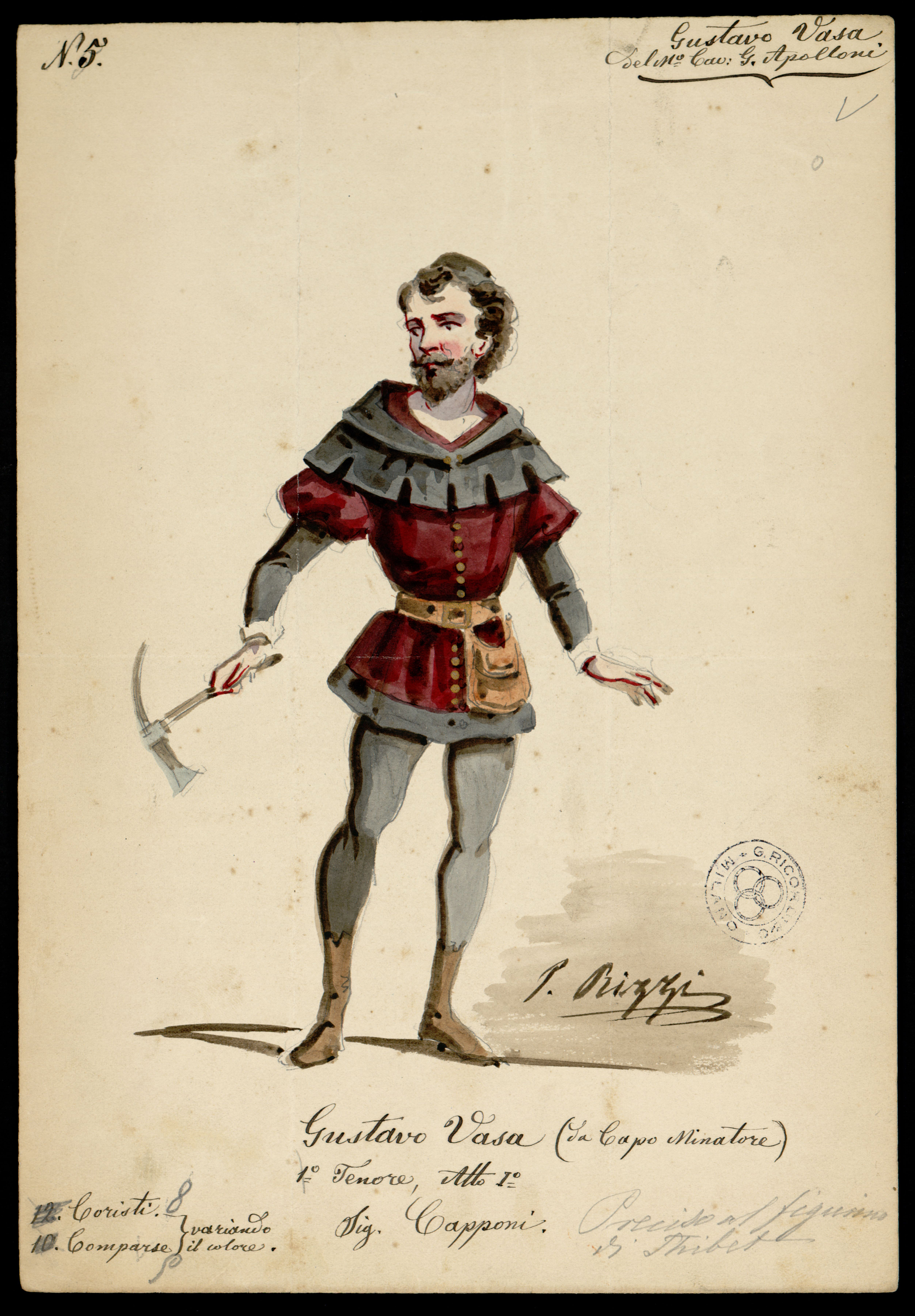
Gustavo Vasa (da Capo Minatore) (tenore), figurino di P. Rizzi per Gustavo Wasa (1878). Archivio Storico Ricordi.

Si formò a Vicenza dove visse fino al 1848, laureandosi in legge e studiando musica con Andrea Casalini e Francesco Canedi (o Cannetti). Quindi si trasferì a Firenze per motivi politici.
Tornato a Vicenza nel 1852, si dedicò alla composizione, scrivendo per il Teatro Eretenio la sua prima opera, Adelchi, rappresentata il 14 ottobre 1852, e per Venezia L'ebreo (25 gennaio 1855, Teatro La Fenice), che ottenne molto successo, tanto che anche l'opera precedente venne riproposta il 26 dicembre 1856. L'ebreo venne in seguito rappresentato anche in altre città e all'estero (Odessa, 1867/68).
Le altre tre opere di Apolloni (Pietro D'Abano, Venezia 1856; Il conte di Königsmark, Firenze 1866; Gustavo Wasa, Trieste 1872) ebbero molto meno successo.
Apolloni compose anche I canti dell'Appennino, una rapsodia sinfonica su temi popolari, e alcune composizioni sacre. Uno Stabat mater, lasciato incompiuto e terminato da altri musicisti, venne eseguito al Teatro Eretenio di Vicenza all'inizio del 1890 come commemorazione di Apolloni.
François Fétis nella sua Biographie universelle des musiciens, scrisse che L'Ebreo aveva affascinato il pubblico con il suo vigore e l'abbondanza d'ispirazione, che però Apolloni, musicista d'istinto limitato da una formazione mancante di solidità, non aveva saputo rinnovare nelle opere successive.